# 26937 Makimiyamoto
26937 Makimiyamoto è un asteroide della fascia principale. Scoperto nel 1997, presenta un'orbita caratterizzata da un semiasse maggiore pari a 2,3411258 UA e da un'eccentricità di 0,1229512, inclinata di 3,45969° rispetto all'eclittica.